# Намир, Мордехай
Мордехай Намир (ивр. מרדכי נמיר‎, при рождении Мордехай Немировский; 23 февраля 1897 года, Немиров, Брацлавский уезд, Подольская губерния, Российская империя — 22 февраля 1975 года, Израиль) — израильский политический деятель, депутат кнессета (2, 3, 4, 5, 6 созывы), министр труда в седьмом и восьмом правительствах Израиля, муж депутата кнессета и министра экологии, труда и благосостояния Оры Намир.

## Биография
Мордехай Немировский родился в местечке Немиров, Российской империи, ныне Украина. Получил традиционное образование в хедере. Обучался экономике и юриспруденции в Одесском университете.
В 1924 году репатриировался на территорию Подмандатной Палестины, работал простым рабочим. В 1925 году Немировский устроился работать в газету Давар.
В 1935 году Намир был избран в Городской совет Тель-Авива, с 1936 года по 1943 год Намир был членом рабочего совета Тель-Авива.
Мордехай Намир активно участвовал в деятельности Хаганы, будучи с 1933 года членом командования организации в Тель-Авиве, а в 1946 году вошел в состав центрального штаба Хаганы.
Вскоре после создания Государства Израиль Мордехай Намир был направлен в страны Восточной Европы с дипломатической миссией, а с 1949 года по 1950 год он был вторым послом Израиля в Советском Союзе.
В 1951 году Мордехай Намир был впервые избран в кнессет 2-го созыва, а затем он переизбирался в кнессет третьего, четвертого, пятого и шестого созыва. В течение нескольких каденций занимал пост в комиссии по иностранным делам и безопасности.
19 июня 1956 года Намир впервые вошел в правительство Израиля, сменив Голду Меир на посту министра труда Израиля.
С 1951 по 1955 год возглавлял Гистадрут. С 1960 по 1969 год Намир был мэром Тель-Авива.
Мордехай Намир умер 22 февраля 1975 года в Израиле.